# Bâtiment du comitat de Bács-Bodrog à Sombor
Le bâtiment du comitat de Bács-Bodrog à Sombor (en serbe cyrillique : Зграда Бачко-Бодрошке жупаније у Сомбору ; en serbe latin : Zgrada Bačko-Bodroške županije u Somboru) est situé à Sombor, dans la province de Voïvodine et dans le district de Bačka occidentale, en Serbie. Il est inscrit sur la liste des monuments culturels de grande importance de la république de Serbie (identifiant no SK 1172).

## Présentation

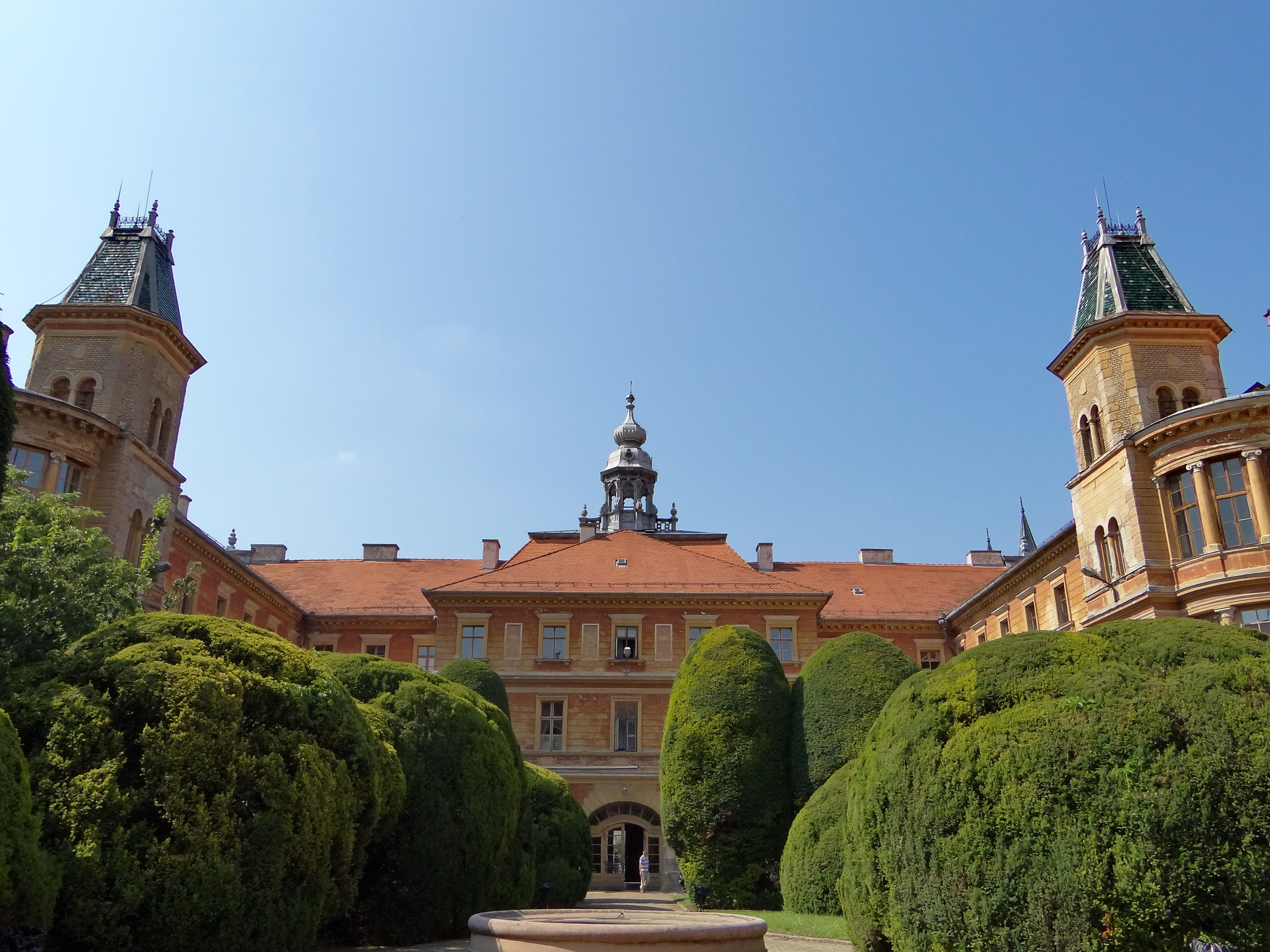
La cour intérieure

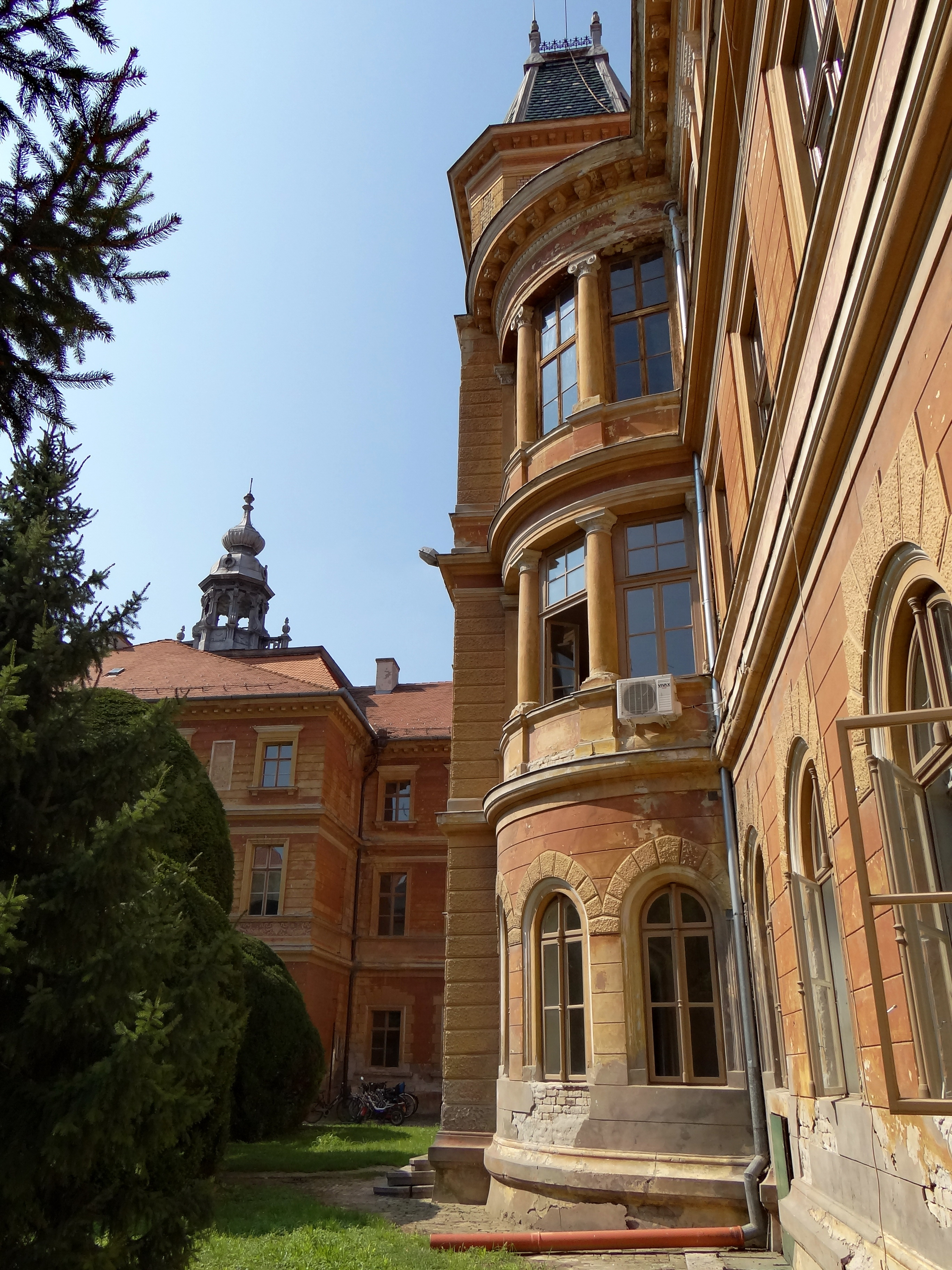
Détail de la cour

En 1786, Sombor est devenu le siège du comitat de Bács-Bodrog, une subdivision du royaume de Hongrie. L'État a alors décidé faire construire un bâtiment pour accueillir le gouvernement et l'administration de ce comitat qui, jusqu'alors, étaient hébergés dans le couvent franciscain de la ville devenu trop petit pour ses nouvelles fonctions,. L'édifice a été construit entre 1805 et 1808 selon un projet de l'architecte de la ville Jozef Bauer datant de 1802.
Le bâtiment, édifié dans le style baroque qui prévalait alors en Europe centrale, avait une base en forme de « U ». Il a pris son apparence actuelle en 1882 grâce à des plans de l'architecte de Budapest Gyula Pártos. L'ancienne façade a été complètement modifiée ; une nouvelle aile a été construite, constituant ainsi une cour intérieure et les alentours du bâtiment ont été paysagés.
Aujourd'hui, le bâtiment, d'allure monumentale et doté de deux étages, est caractéristique de l'architecture éclectique. L'avancée centrale de la façade principale est accentuée par un balcon en fer forgé reposant sur des consoles ; elle est décorée de pilastres, d'ouvertures demi-circulaires, d'emblèmes avec des boucliers et, au niveau de l'attique, d'un médaillon avec les armes de la ville. Le toit trapézoïdal est dominé par un dôme ouvert orné de colonnettes.

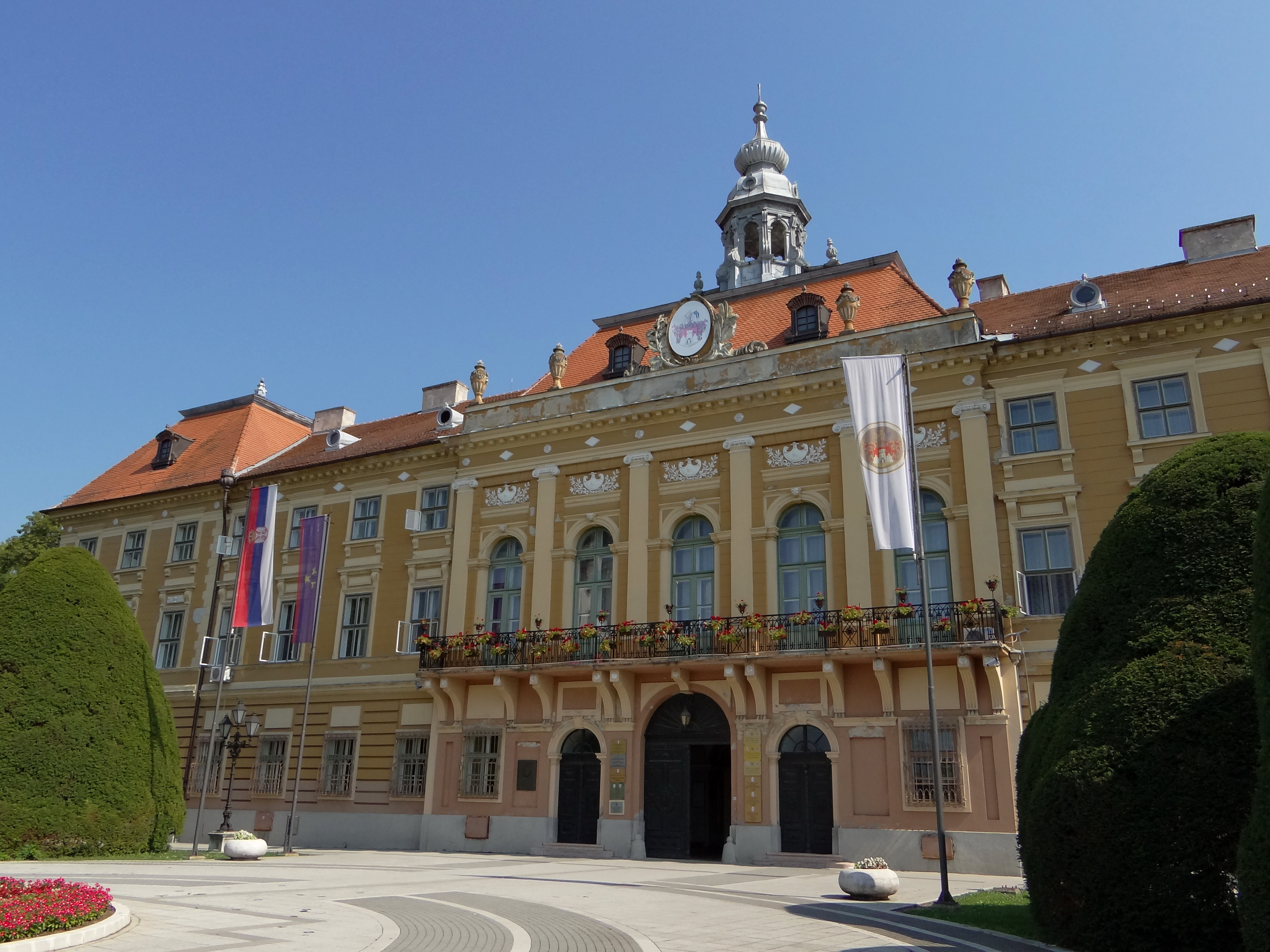
Détail de la façade principale

Aujourd'hui, le bâtiment abrite l'assemblée de la « ville » (ex-municipalité) de Sombor.